# Когенерация
Когенерация е използването на топлинен двигател или електростанция за едновременно генериране на електричество и топлина.
Конвенционалните електростанции емитират топлината, получена като остатъчен продукт при генериране на електрическа енергия в атмосферата, чрез охладителни кули или комини. Когенерационните системи използват остатъчната топлина за местни или индустриални цели, като са или много близо до фабриките, или чрез тръбопроводи се включват в местни отоплителни мрежи, както е в Скандинавия и Източна Европа. Остатъчната топлина при умерена температура (100 до 180C) може да се използва в абсорбционни охладители за изстудяване, т.е. производство на „хлад“. Едновременното производство на електричество, топлина и хлад се нарича тригенерация или полигенерация.
От гледна точка на термодинамиката, когенерацията позволява най-ефективното използване на горивата. При производство само на електричество част от енергията се изхвърля като остатъчна топлина, докато при производството на топлина, потенциалът за производство на електричество се губи.

## Общ преглед
Топло-елекрическите централи (включително тези, които използват уран или изгарят въглища, петрол или природен газ) и топлините двигатели по принцип не превръщат цялата им подадена енергия в електрическа, и имат загуба под формата на топлина (виж: Втори закон на термодинамиката).
Улавяйки тази топлина (комбиниране на топлина и енергия) оползотворява горивата много по-ефективно от конвенционалните начини на производство на енергия, достигайки до 90%, докато конвенционалните електростанции достигат едва 35% ефективност. Това означава, че за производството на едно и също количество енергия когенерационните централи използват по-малко гориво.
CHP (от английски combined heat and power) е най-ефективно, когато топлината се използва на място или много близко разстояние. Когато топлината трябва да се транспортира на по-далечни разстояния, ефективността намалява. Необходими са добре изолирани тръби, които са скъпи и неефективни. Двигателят на автомобила през зимата става CHP като с отделяната топлина се отоплява купето. Това е добър пример относно как прилагането на CHP зависи от близостта на генератора на топлина.
Точно уплътняване по предназначение на съотношението електричество-топлина рядко се получава. Една CHP инсталация може да бъде проектирана и да работи въз основа на необходими топлинни мощности или основно като електростанция, като остатъчната топлина се използва допълнително. Установките за термално добиване на нефт често произвеждат значително количество електричество над необходимото. Получената след генерацията топлината, под формата на пара, се нагнетява в кладенци с тежък петрол, което помага петрола да „тече“ по-добре и увеличава добива. Подобна установка за термално добиване на нефт в „Kern County“, Калифорния произвежда толкова много електричество свръх нуждите си, че го трансферира за нуждите на Лос Анджелис.

## Видове инсталации
Станциите с върхов цикъл на работа произвеждат първо електричество, а остатъчната топлина се използва за отопление. Установките с директен цикъл, които се срещат рядко, първо произвеждат топлина за специфичен индустриален процес, а от остатъчната топлина се получава електричество като се използва бойлер за улавяне на остатъчната топлина и превръщането и в пара. Станциите с директен цикъл се използват само когато е необходима много висока температура като при производството на стъкло и металургията.
Големи когенерационни системи осигуряват гореща вода и електричество на промишлени зони и цели градове. По-често срещани CHP системи са:
- Газова турбина – използват топлината на горещите газове.
- Парна турбина – използва се остатъчната топлина на парата излизаща от турбината.
- Станции с комбиниран цикъл – адаптирани за CHP.
- Горивна клетка с разтопени карбонати.

По-малките когенерационни системи обикновено използват бутални двигатели или Стърлинг двигатели. Топлината след изгорелите газове, както и топлината от охлаждане на газов или дизелов двигател се улавя, като така се избягва традиционното изгаряне на петролни продукти.
Някои когенератори работят с биомаса.

## Микро CHP
„Микро когенерацията“ е децентрализиран енергиен източник с капацитет за обслужване на едно домакинство или малък бизнес. Вместо директно да се изгаря гориво за отопление или топла вода, част от енергията се преобръща и в електричество. Това електричество може да се използва на място или (ако е разрешено от електропреносното дружество) да се продава на електропреносната мрежа. Съществуващите Микро CHP използват предимно четири различни технологии: двигател с вътрешно горене,
двигател на Стърлинг, парен двигател със затворен цикъл и горивна клетка.